# Operador hermítico
Un operador hermítico (también llamado operador hermitiano, en honor a Charles Hermite) definido sobre un espacio de Hilbert es un operador lineal que, sobre un cierto dominio, coincide con su propio operador adjunto. Una propiedad importante de estos operadores es que sus autovalores son siempre números reales. Cuando el dominio de un operador hermítico y el de su operador adjunto coinciden totalmente, se dice entonces que es un operador autoadjunto. En un espacio de Hilbert de dimensión finita todo operador hermítico es además autoadjunto.

## Dimensión finita
En espacios de Hilbert de dimensión finita todo operador hermítico es además autoadjunto. Además en dimensión finita un operador hermítico fijada una base ortogonal viene dado por una matriz hermítica y diagonalizable.
Una matriz es hermítica o autoadjunta cuando es igual a su propia adjunta y es antihermítica cuando es igual a su traspuesta conjugada multiplicada por -1.
Sobre espacios vectoriales reales, las matrices hermíticas coinciden con las matrices simétricas y las antihermíticas con las antisimétricas. Estos operadores se pueden representar como una matriz diagonal (en una base ortonormal) de números reales. Este concepto se puede generalizar a un espacio de Hilbert de dimensión arbitraria.

## Dimensión infinita
En espacios de dimensión infinita, como los espacios de Hilbert que aparecen en análisis funcional y en mecánica cuántica, un operador puede ser hermítico pero no ser autoadjunto (aunque todos los operadores autoadjuntos son hermíticos). En general, para un operador {\displaystyle A} definido un dominio denso se puede definir su operador adjunto {\displaystyle A^{\dagger }}, y puede demostrarse que los dominios siempre satisfarán {\displaystyle D(A)\subseteq D(A^{\dagger })}. Un operador es hermítico si para {\displaystyle x\in D(A)} se tiene {\displaystyle Ax=A^{\dagger }x} y será además autoadjunto si {\displaystyle D(A)=D(A^{\dagger })}.
El interés en los operadores en mecánica cuántica se debe a que en la formulación de Dirac-von Neumann, los posibles valores de los observables físicos o magnitudes físicas, son precisamente los autovalores de ciertos operadores que representan la magnitud física. Así pues el que un operador pueda ser interpretado como una magnitud físicamente medible requiere que sus autovalores sean números reales, condición que queda garantizada si los observables se representan por operadores hermíticos.

## Operadores autoadjuntos
La consecuencia más importante de que un operador hermítico sea además autoadjunto es que entonces se le puede aplicar el teorema de descomposición espectral. Para un operador hermítico en un espacio de Hilbert de dimensión infinita en general no existe la "resolución espectral de la identidad", que sí está garantizada para operadores autoadjuntos.
Todos los operadores importantes de la mecánica cuántica como la posición, el momentum, el momento angular, la energía o el espín se representan como operadores autoadjuntos en un dominio denso espacio de Hilbert {\displaystyle L^{2}(\mathbb {R} ^{3})}. Otro operador particularmente importante para un sistema cuántico es el operador hamiltoniano definido por:
{\displaystyle {\hat {H}}\left|\Psi (t)\right\rangle =\mathrm {i} \hbar {\partial  \over \partial t}\left|\Psi (t)\right\rangle }
donde {\displaystyle \left|\Psi (t)\right\rangle } es un elemento de un espacio de Hilbert sobre el que opera {\displaystyle {\hat {H}}}, y que para estados estacionarios (independientes del tiempo) equivale a resolver:
{\displaystyle {\hat {H}}\left|\psi \right\rangle =E_{\psi }\left|\psi \right\rangle }
donde {\displaystyle E_{\psi }} son los autovalores del operador, y corresponden a la energía de cada estado estacionario. De este modo para la mayoría de los sistemas {\displaystyle {\hat {H}}} es un operador no-acotado, relacionado con el hecho de que en esos sistemas no existe un valor máximo para la energía que puede tener una partícula.
Es interesante notar que normalmente los operadores no acotados, como el operador Hamiltoniano no están definidos en todo el espacio, sino solamente en un dominio denso. Los estados sobre los que no está definidos corresponderían a estados de "energía infinita". Por ejemplo para el oscilador armónico cuántico unidimensional en que V(x) = x2, el operador hamiltoniano no está definido sobre el estado cuántico:
{\displaystyle \psi (x)={\frac {6}{\pi ^{2}}}\sum _{k=1}^{\infty }{\frac {\psi _{k}(x)}{k}}}
Donde {\displaystyle \psi _{n}(x)} son los estados estacionarios normalizados, siendo la energía de cada uno de ellos {\displaystyle {\hat {H}}\psi _{n}(x)=\hbar \omega [n+(1/2)]\cdot \psi _{n}(x)}. Es sencillo ver que el hamiltoniano no está definido para ese estado:
{\displaystyle {\hat {H}}\psi (x)={\frac {6}{\pi ^{2}}}\sum _{k=1}^{\infty }{\frac {{\hat {H}}\psi _{k}(x)}{k}}={\frac {6}{\pi ^{2}}}\sum _{k=1}^{\infty }{\frac {k+1/2}{k}}\psi _{k}(x)=\infty }

## Ejemplos

### Operador hermítico en dimensión finita
Matriz hermítica A+ := (A*)T= A. Los elementos de la diagonal deben ser reales, por ejemplo:
{\displaystyle A\quad ={\begin{pmatrix}13&3-4i\\3+4i&2\end{pmatrix}}\quad \qquad \Rightarrow \qquad A^{T}\quad ={\begin{pmatrix}13&3+4i\\3-4i&2\end{pmatrix}}=A^{*}}
Es interesante notar que la matriz inversa de una matriz hermítica es también hermítica:
{\displaystyle A^{-1}={\begin{pmatrix}2&-3+4i\\-3-4i&13\end{pmatrix}}\qquad \Rightarrow \qquad \left(A^{-T}\right)={\begin{pmatrix}2&-3-4i\\-3+4i&13\end{pmatrix}}=(A^{*})^{-1}}

### Operadores hermíticos en dimensión infinita
El caso de la dimensión infinita es más complicado ya que un operador hermítico no necesariamente es autoadjunto, a diferencia de lo que sucede en dimensión finita. Como los espacios de Hilbert de la descripción cuántica de los sistemas reales suelen ser de dimensión infinita, el caso de dimensión infinita tiene un interés físico directo.
Un ejemplo bien conocido es el momento lineal en dirección radial, que desde el punto de vista clásico es una magnitud física medible, pero su generalización cuántico es un operador hermítico pero no autoadjunto. Consecuentemente, no existe un experimento cuántico que pueda medir genuinamente el momento radial, al no ser un observable.